# Унимак
Унимак (енгл. Unimak Island) је острво САД које припада савезној држави Аљаска. Површина острва износи 4119 km². Према попису из 2000. на острву је живело 64 становника, сви у месту Фолс Пас на источној страни острва.
На острву Унимак налази се Шишалдин вулкан са најсавршенијом вулканском купом на свету,